# لي برايس
لي برايس (بالإنجليزية: Lee Brice)‏ هو مغن مؤلف ومغني أمريكي، ولد في 25 سبتمبر 1980 في سمتر في الولايات المتحدة.

## وصلات خارجية
- الموقع الرسمي
- لي برايس على موقع IMDb (الإنجليزية)
- لي برايس على موقع ميوزك برينز (الإنجليزية)
- لي برايس على موقع أول ميوزيك (الإنجليزية)
- لي برايس على موقع ديسكوغز (الإنجليزية)
- لي برايس على موقع قاعدة بيانات الفيلم (الإنجليزية)